# Rainer Fest

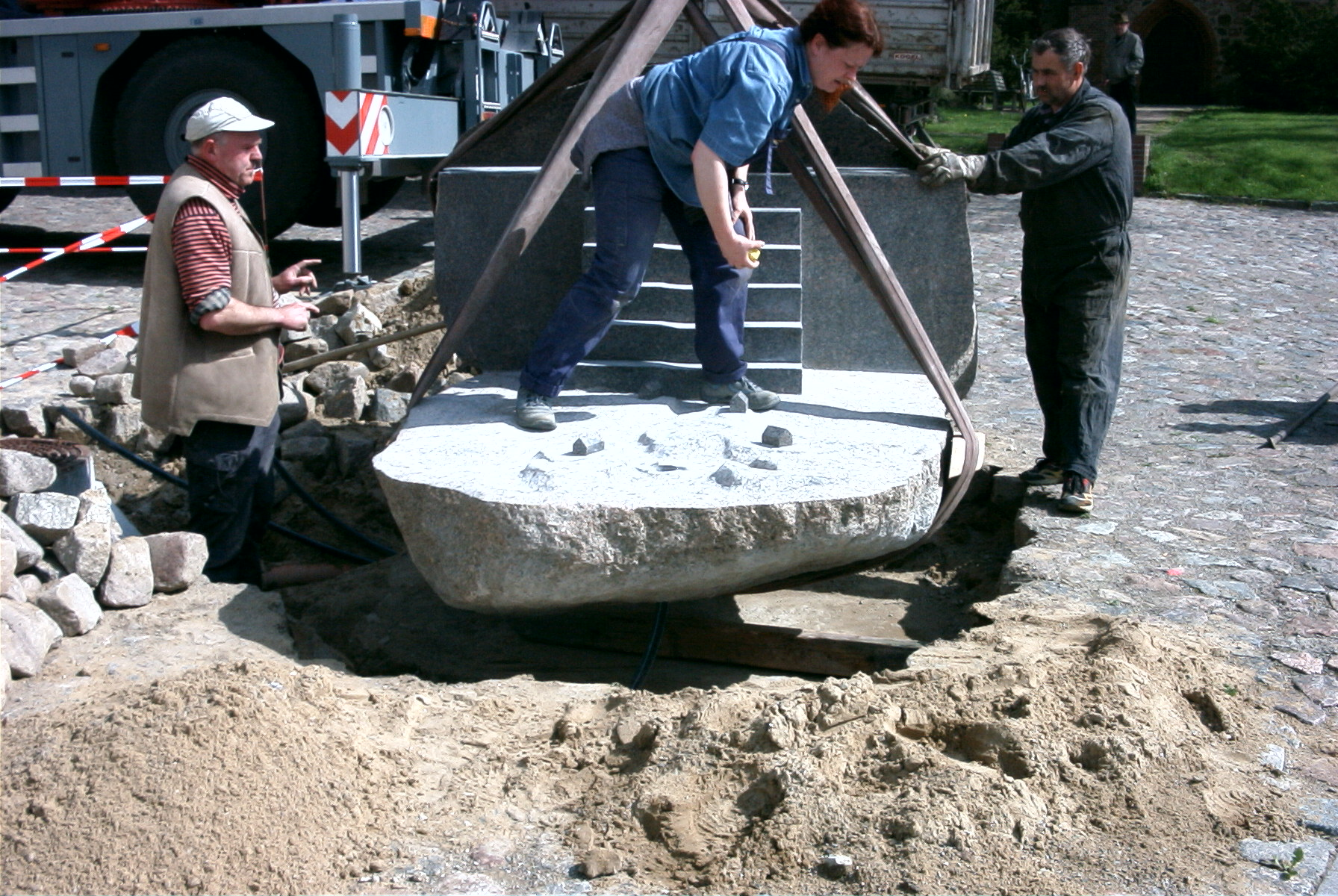
Rainer Fest (links) beim Einbau seiner Skulptur „Otto-Brunnen“ in Gützkow 2003

Rainer Fest (* 1953 in Berlin) ist ein deutscher Bildhauer.

## Biographie
Nach seinem Abitur 1973 studierte Rainer Fest von 1973 bis 1975 Kunst an der Christian-Albrechts-Universität zu Kiel. Ab 1975 bis 1981 war er an der Kunstgewerbeschule Jurva in Finnland. Anschließend studierte er in Bremen Bildhauerei bei Professor Altenstein. Dabei hatte er von 1982 bis 1988 ein Stipendium des Evangelischen Studienwerks Villigst. Nach seinem Abschluss als diplomierter Bildhauer 1987 studierte er für ein Jahr an der Academiea des Bellas Artes in Madrid. 1993 erhielt er ein Arbeitsstipendium des Senators für kulturelle Angelegenheiten, 2002 ein Otto-Niemeyer-Holstein-Stipendium. Fest lebt aktuell in Glashütte, einem Ortsteil von Rothenklempenow in Mecklenburg-Vorpommern.

## Werke
- 1997, „Interior Space“, Granit, rosa Porino, 700 × 320 × 320 cm, begehbare Granitskulptur am Konrad-Zuse-Institut, Berlin.
- 2002, Gedenkstein, errichtet auf dem Kirchhof V der Jerusalems- und Neuen Kirche an der Hermannstraße. Auf der Oberfläche sind per Gravur die Kirchengemeinden festgehalten, die während des Zweiten Weltkriegs an der Anforderung und Beschäftigung von Zwangsarbeitern beteiligt waren. Der Gedenkstein befindet sich an der Stelle eines ehemaligen Zwangsarbeiterlagers des Kirchhofs. Eine Schicht des Findlings, aus dem der Stein gearbeitet ist, schnitt Fest heraus und teilte sie in 42 Einzelteile – mit je einem Namen der beteiligten Gemeinden. Jede Gemeinde erhielt zur Erinnerung an ihre Verantwortung „ihren“ Stein, eine Verantwortung, die sich an der Oberfläche des Gedenksteins mit allen Namen zur Gesamtverantwortung zusammenfügt. Der Gedenkstein wurde später umgesetzt und befindet sich seit spätestens 2013 auf dem schräg gegenüberliegenden Kirchhof der St.-Thomas-Gemeinde II, Hermannstraße 179–185 (Ostseite der Hermannstraße), neben einem Gedenkpavillon für die Zwangsarbeiter.

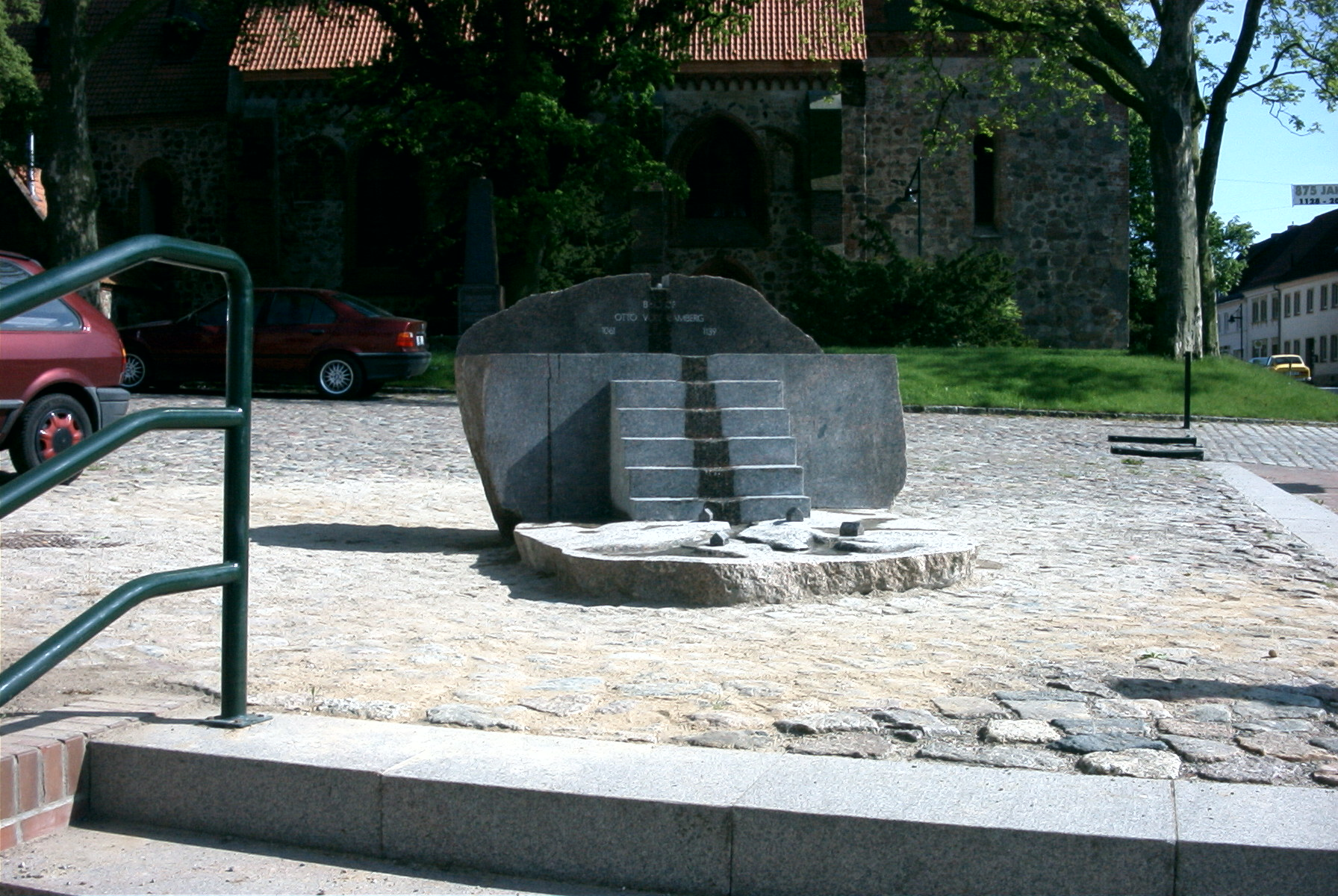
„Otto-Brunnen“ von Rainer Fest in Gützkow 2003

- 2021, „Namen im Raum“, Cortenstahl, auf dem Urnengrabfeld des Waldfriedhofs Oberschöneweide.[1]

## Einzelausstellungen (Auswahl)
- 1987
  - Kirche auf dem Tempelhofer Feld, Berlin
- 1988
  - St. Jakobikirche, Berlin
- 1990
  - Galerie Stil und Bruch, Berlin
- 1991
  - Eisenhalle, Berlin
  - Galerie IX, Berlin
  - Galeria Indice, Torre la Vega, Spanien
  - Casa de Cultura, Basauri, Spanien
- 1992
  - Galeria Vanguardia, Bilbao, Spanien
  - Casa de Cultura, Elvar, Spanien
- 1993
  - Galerie Gleditsch 45, Berlin
  - Galerie Schoen und Nalepa, Berlin
- 1994
  - Kutscherhaus, Sammlung Stober, Berlin
- 1995
  - Sankt Petri-Kapelle, Brandenburg
  - Galerie de Beerenburgth, Eck en Wiel, Niederlande
- 1997
  - Kunsthalle Kühlungsborn
- 2000
  - Galerie Obrist Essen
  - Studio Galerie Warschau, Polen
- 2001
  - Galerie de Beerenburght, Eck en Wiel, Niederlande
  - Kunstquartier, Essen, Galerie Obrist
- 2002
  - Skulpturenpark Katzow
- 2003
  - Konzeptgalerie buepa.com, Berlin